# Halberbracht
Halberbracht ist ein Stadtteil von Lennestadt in Nordrhein-Westfalen, Deutschland.
Die erste urkundliche Erwähnung des Ortes trägt das Datum vom 25. Juli 1279. In der Folgezeit enthalten die Urkunden über das Dorf weitere, unterschiedliche Namensformen. Man findet es erwähnt als Hallersbracht (1335), Hallerbracht (1400), Halberbracht (1486), Herlberbarch (1497), Hallebracht (1535), und Halverbracht (1552).
Halberbracht gilt heute mit seinen ungefähr 450 Höhenmetern als Wintersportort in Lennestadt.

## Geschichte

Urhandriss Halberbracht als Grundlage des Urkatasters vor 1831

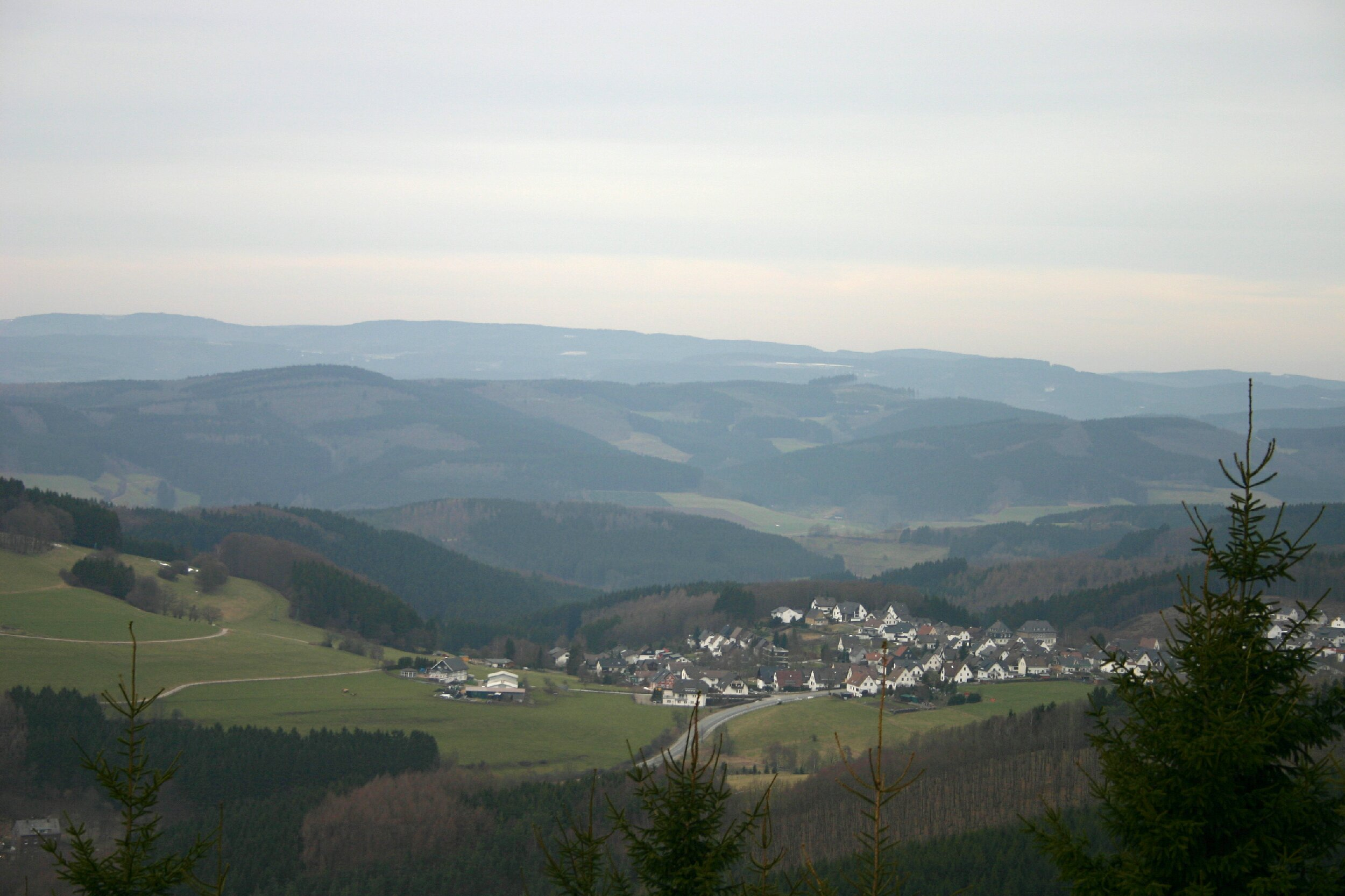
Blick von der Kuhhelle

Die ursprüngliche Zugehörigkeit zur Grundherrschaft des Königshofes in Elspe bezeugt auch der 1444 erstmals erwähnte Halberbrachter Freistuhl. Er stand neben der heute noch bestehenden Fehmeiche oberhalb der Kirche. Der Freistuhl zu Halberbracht war einer der 15 Gerichtsstätten der Freigrafschaft Hundem, dessen Abgrenzungen als nicht geschlossenes Herrschaftsgebiet angesehen werden kann, sondern als Gerichts- und Hoheitsgebiet. Halberbracht lag immer auf kölschem Territorium, gehörte kirchlich zu Elspe. Die zuständige weltliche Gerichtsbarkeit wurde von den Edelherren von Bilstein ausgeübt. Nachdem 1363 der Edelherr Johann II. von Bilstein ohne Erben verstarb, wird die Herrschaft Bilstein als „erledigtes Mannlehen“ vom Grafen Engelbert III. von der Mark eingezogen.
Graf Gottfried IV. von Arnsberg verkaufte 1368 die ganze Grafschaft Arnsberg an die cölnische Kirche und seitdem gehören die Kölner Gebiete im Sauerland, mit Ausnahme der Herrschaft Bilstein, zum Herzogtum Westfalen.
Im Jahr 1444 gelang es Erzbischof Dietrich von Moers nach viermonatiger Belagerungszeit mit Unterstützung der Städte Attendorn, Olpe und Drolshagen die Fredeburg und 1445 Burg Bilstein einzunehmen und es dem Herzogtum Westfalen einzugliedern.
Während dieser Zeit verlief die Grenze zwischen dem märkischen Bilstein und dem kurkölnischen Herzogtum Westfalen, kommend von der Lenne über die Mittelste Hardt zwischen Meggen und Hachen, um die Gemarkung der Bauerschaft Halberbracht herum, über den „Hexenplatz“ und „Linden“ zum Jürgensberg und von hier aus in die Gleie. Gesichert war die Grenze mit einer Landwehr, die heute noch in Teilen im Gelände erkennbar ist. Ein historischer Grenzstein oberhalb Burbecke zeugt noch von diesen Grenzverhältnissen.
Nachdem das Amt Bilstein ab 1445 wieder zum Herzogtum Westfalen gehörte, wurde die befestigte märkische Landesgrenze aufgegeben und verblieb lediglich als Gerichtsgrenze bis zum Jahre 1816.
In einem Schatzungsregister zur Türkensteuer aus dem Jahre 1535 über die Burschaft „Hallebracht“ und „Meyenn“ (Meggen) wurden zehn Schatzungspflichtige genannt, wogegen im Schatzungsregister von 1563 nur für den Ort Halberbracht neun Schatzungspflichtige ihren Anteil bringen mussten. Setzt man die Anzahl der Schatzungspflichtigen mit der Anzahl der Häuser bzw. Familien gleich und rechnet pro Haus ca. sechs Bewohner, so dürften in Halberbracht um das Jahr 1560 ca. 50–60 Einwohner gelebt haben. Ende Juni 2020 betrug die Zahl der Einwohner 1.019, wobei der Anteil der Senioren über 65 Jahre 18,5 % beträgt und damit etwas über dem Durchschnitt der Stadt Lennestadt von 17,4 % liegt.

## Eingemeindung
Bis zum 30. Juni 1969 gehörte Halberbracht zur Gemeinde Elspe, wurde dann jedoch in die neu gegründete Stadt Lennestadt eingegliedert.

## Religion
→ siehe auch Hauptartikel St. Peter und Paul (Halberbracht)
Der überwiegende Teil der Einwohner von Halberbracht bekennt sich zum katholischen Glauben.
Eine erste Kapelle in Halberbracht wurde bereits 1596 erwähnt. Am 1. September 1647 weihte in ihr der Paderborner Weihbischof einen Altar zu Ehren des hl. Paulus. Der Grundstein zur heutigen Kirche wurde im Jahr 1864 gelegt. In neuerer Zeit wurde die Kirche in den Jahren 1975 und 1998 renoviert, dabei sind auch die aus dem 19. Jahrhundert stammenden Tafelbilder in die Brüstung der Orgelbühne eingebaut worden. Die katholische Kirchengemeinde St. Peter und Paul gehört zum Pastoralverbund Meggen-Maumke-Halberbracht.

## Bergbau

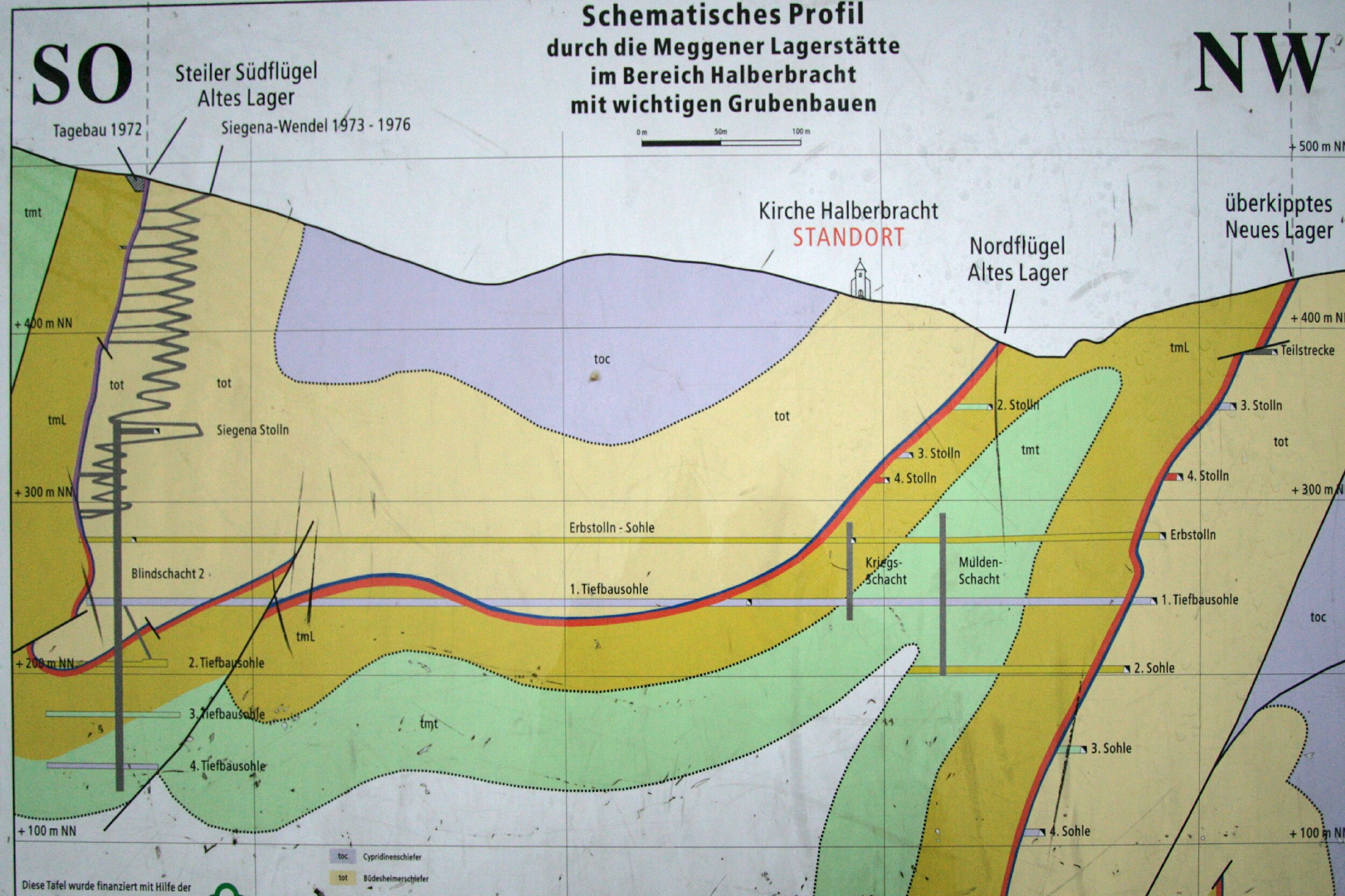
Bildtafel vor der Kirche in Halberbracht

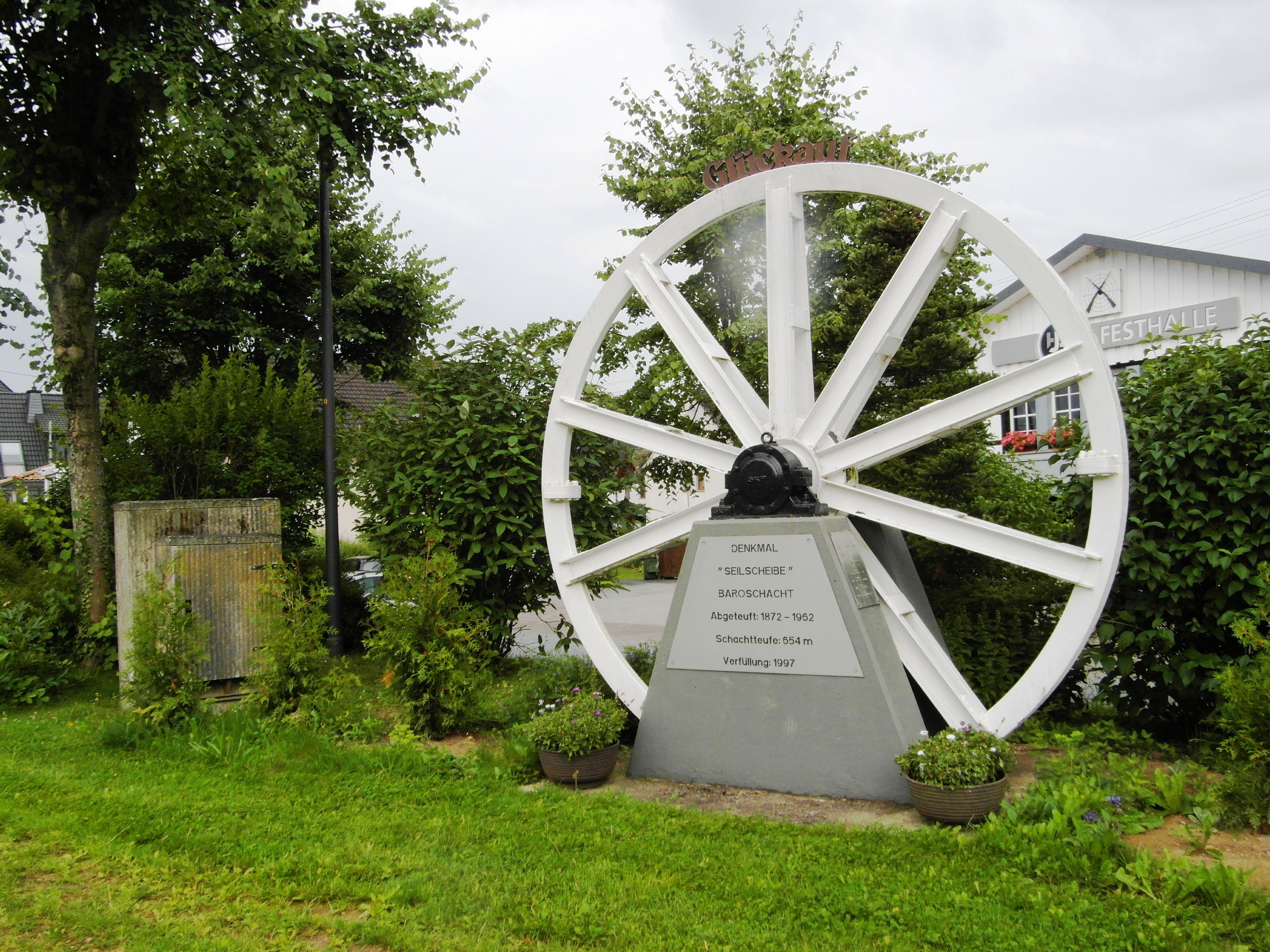
Bergbaudenkmal (Seilscheibe Baroschacht) vor der Schützenhalle

Der Bergbau im Sauerland begann östlich von Halberbracht bereits 1727/28. Hier wurde „auf dem Keller“ Brauneisenstein abgebaut und zur Verhüttung nach Meggen und Maumke gebracht. Ein Pingenzug, welcher sich in nordöstliche Richtung erstreckt, erinnert noch heute an den ersten nachweisbaren Erzabbau in Halberbracht.
Danach kam der Bergbau für etwa 100 Jahre zum Erliegen, weil der Eisenstein mit zunehmender Teufe immer mehr schwefelkieshaltiger wurde, und sich das Erz für die Verhüttung als unbrauchbar erwies.
Ab etwa 1852 folgten die Mutungen auf Schwefelkies und die Verteilung der um Halberbracht liegenden Erzfelder. Mit dem Anschluss zur Ruhr-Sieg-Eisenbahn-Strecke 1861 blühte der Bergbau weiter auf. Das Schwefelkieslager erstreckt sich von Meggen bis hinter Burbecke, welches anfangs im Tagebau erschlossen wurde. Später wurden Stollen und Schächte in die Erde getrieben um den Schwefelkies abzubauen.
1861 wurde der Ernestusschacht abgeteuft, 1870 der Ostschacht am Kickenberg, welche jedoch zehn Jahre später wieder stillgelegt wurden.
Zu Beginn ließen sich mehrere Bergbaubetriebe im Bereich Meggen/Halberbracht nieder, wovon sich die beiden letzten Gewerkschaften Siegena und Sicilia 1926 zu einer AG unter dem Namen „Sachtleben AG für Bergbau und Chemische Industrie“ zusammenschlossen.
Die Schwefelkieslager gliederten sich in drei gleichmäßige vertikale Zonen auf. Die erste im Osten nur etwa 10 m, im Westen mehrere Hundert Meter breiten Übergangszone überlappten sich das Schwefelkies und das Schwerspatlager. Das Gesamtvorratspotential der Lagerstätte betrug etwa 60 Mio. Tonnen Erz, davon zirka 50 Mio. Tonnen Schwefelkies-Zinkblende-Bleiglanz und ungefähr 10 Mio. Tonnen Baryt, woraus die jeweiligen Fertigprodukte Zink-, Blei-, Schwefelkies und Schwerspatkonzentrat gewonnen wurden. Bis 1974 war die Grube Europas größter Zinkproduzent und deckte damit ca. 15 % des westdeutschen Bedarfs für diese Rohstoffe. Der Abbau erfolgte bis zur 13. Sohle über zwei Schächte und einer Rampe von über Tage aus. Der Sohlenabstand betrug etwa 50 m, so dass bis zu einer Tiefe von etwa 700 Meter unter Tage abgebaut werden konnte.
Seit 1992 ist die Produktion der Grube eingestellt worden und im Schachtgebäude ist das Bergbaumuseum Siciliaschacht eingerichtet worden.

## Panoramablick auf Halberbracht

Panoramabild von der Höhenstraße An den Birken, links Höhenzug der Hohen Bracht